# В името на любовта
„В името на любовта“ (на испански: En nombre del amor) е мексиканска теленовела, режисирана от Карина Дупрес и продуцирана от Карлос Морено Лагийо за Телевиса през 2008-2009 г. Версията, написана от Марта Карийо и Кристина Гарсия, е базирана на теленовелата Окови от огорчение, създадена от Мария дел Кармен Пеня и Куаутемок Бланко.
В главните роли са Алисън Лос и Себастиан Сурита, а в отрицателните – Летисия Калдерон и Алтаир Харабо. Включени са и звездните изпълнения на Виктория Руфо, Артуро Пениче, Лаура Флорес, Алфредо Адаме, Виктор Камара; в допълнение са специалните участия на Луис Ача и първите актриси Магда Гусман, Кета Лават, Анхелина Пелаес и Кармен Монтехо.

## Сюжет
Карлота и Макарена Еспиноса де лос Монтерос са сестри, които заплащат със скръб и самота затова, че са се влюбили в един и същи мъж. Макарена е жена с добро сърце, а Карлота е озлобена и изпълнена с ненавист жена, която никога не може да приеме, че Кристобал е избрал сестра ѝ, а не нея. Карлота успява да ги раздели, като ги кара да повярват, че другият е починал. Кристобал напуска града, вярвайки, че неговата любима, Макарена, е починала. Карлота изпълнява отмъщението си срещу сестра си и него.
Палома Еспиноса де лос Монтерос е сладко, красиво и нежно момиче, което, след смъртта на родителите си, отива да живее при лелите си Карлота и Макарена. Докато Макарена я обича и се отнася с нея като към родна дъщеря, Карлота се държи властно с момичето, радвайки се, когато я кара да страда заради любовното си разочарование, което е имала в миналото си. Палома се запознава с Ромина Мондрагон, съседско момиче, което живее с майка си и което страда, тъй като баща ѝ ги е изоставил. Палома и Ромина стават големи приятелки, обичащи се като сестри.
Години по-късно, Палома и Ромина са вече девойки, и ревността и съперничеството започват да се зараждат между тях. Ромина е разглезена, капризна и егоистична млада жена, която получава от майка си, Камила, всичко, което пожелае, докато Палома живее подчинена и в страх към леля си Карлота, която не я оставя на спокойствие, мъчейки я за събития, случващи се не по нейна вина. В града пристига Емилиано Саенс, красив и млад икономист, завърнал се от чужбина, където е учил. Той се запознава с Палома и Ромина и историята от миналото на Макарена и Карлота се повтаря. Ромина е очарована от Емилиано, който е влюбен в Палома, и ще направи всичко възможно, за да ги раздели.
В същото време, в града се връща Кристобал Гамбоа, мъжът, в който Макарена и Карлота са били влюбени, но вече свещеник.
Когато се среща с Макарена, се появява отново любовта от миналото, която е била прекъсната от завистта и ревността на Карлота. Кристобал обмисля да остави расото, за да бъдат щастливи с Макарена и да изживеят любовта си. Въпреки това, Карлота е решена да сложи край на отношенията им, отървавайки се от Макарена.
Карлота ще приложи на практика перверзии и злини, за да получи Кристобал, но и не само това, тя ще излее яростта си върху племенницата си Палома, на която е настойница, докато момичето навърши пълнолетие.
Палома и Емилиано ще разберат, че за да бъдат заедно, трябва да се борят в името на любовта.

## Актьори
- Виктория Руфо – Макарена Еспиноса де лос Монтерос
- Артуро Пениче – Хуон Кристобал Гамбоа Мартели
- Летисия Калдерон – Карлота Еспониса де лос Монтерос
- Лаура Флорес – Камила Риос
- Алисън Лос – Палома Еспиноса де лос Монтерос Диас
- Себастиан Сурита – Емилиано Саенс Нориега / Емилиано Ферер Нориега
- Сесар Евора – Еухенио Лисарди
- Наталия Есперон – Лус Лагийо
- Алтаир Харабо – Ромина Мондрагон Риос
- Сорайда Гомес – Лиляна Вега
- Алфредо Адаме – Рафаел Саенс
- Виктор Камара – Орландо Ферер
- Магда Гусман – Руфина Мартинес
- Кармен Монтехо – Маделин Мартели вдовица де Гамбоа
- Оливия Бусио – Диана Гуделия Нориега де Саенс
- Луис Ача – Иняки Ипарагире
- Ерик Елиас – Габриел Лисарди
- Фердинандо Валенсия – Херман Алтамирано
- Пабло Магаянес – Аарон Еухенио Кортасар
- Кета Лават – Майка игуменка
- Анхелина Пелаес – Аркадия Ортис
- Лусеро Ландер – Инес Кортасар
- Едуардо Линян – Отец Бенито Фариас
- Уго Масиас Макотела – Отец Матео
- Давид Остроски – Родолфо Бермудес
- Йоланда Вентура – Анхелика Сиенега
- Пати Диас – Наталия Угарте де Ипарагире
- Сойла Киньонес – Доня Мече
- Рамон Абаскал – Жоел Мартинес
- Хорхе Алберто Боланьос – Самуел Мондрагон
- Лола Форнер – Кармен
- Мануел Наваро – Алонсо Ипарагире
- Едуардо Капетийо – Хавиер Еспиноса де лос Монтерос
- Биби Гайтан – Саграрио Диас де Еспиноса де лос Монтерос
- Херардо Мургия – Хуан Кармона / Басилио Гайтан
- Конрадо Осорио – Роберто Хуарес
- Мануел Капетийо Виясеньор – Едмундо
- Серхио Каталан – Дарио Пенялоса
- Алфонсо Итуралде – Хуанчо
- Илиана де ла Гарса – Фелипа
- Рубен Серда – Съдия
- Луис Гатика – Прокурор Кордеро
- София Ескобоса – Ивон
- Рехина Росас – Моника Давила
- Маго Кадима – Рохас
- Рафаел Валдес – Салвадор
- Габи Меядо – Сандра
- Карлос Хирон – Ерик
- Айде Навара – Мириам
- Клаудия Годинес – Ана Мар
- Добрина Кръстева – Елиса
- Яни Торес – Палома Еспиноса де лос Монтерос (дете)
- Хеорхина Домингес – Ромина Мондрагон Риос (дете)
- Лусиано Корилиано – Емилиано Саенс Нориега (дете)
- Лусиано Коядо Калдерон – Синът на Моника
- Бенхамин Ислас – Алтамирано
- Мариней Сендра
- Хосе Аревало Мейер
- Абрил Онил – Хуанита
- Джина Педрет – Клара
- Роксана Пуенте – Лурдес
- Беатрис Морайра – Лорена Лосано Пениче
- Поли – Мелани
- Чери Сайта
- Алекса Гарсия
- Мария Хосе Ореа
- Денис Кауе
- Крис Гарсия
- Кристиан Клаусен
- Роми Морено
- Луис Кутуриер – Родриго Еспиноса де лос Монтерос

## Награди и номинации
Награди TVyNovelas 2010
| Категория                            | Номинация                    | Резултат   |
| ------------------------------------ | ---------------------------- | ---------- |
| Най-добър актьор                     | Артуро Пениче                | Номиниран  |
| Най-добра актриса в отрицателна роля | Летисия Калдерон             | Печели     |
| Най-добра актриса в отрицателна роля | Алтаир Харабо                | Номинирана |
| Най-добро мъжко откритие             | Себастиан Сурита             | Печели     |
| Най-добра история или адаптация      | Марта Карийо Кристина Гарсия | Номинирани |

Награди ACE (Ню Йорк) 2010
| Категория            | Номинация            | Резултат |
| -------------------- | -------------------- | -------- |
| Най-добра теленовела | Карлос Морено Лагийо | Печели   |
| Най-добър режисьор   | Карина Дупрес        | Печели   |
| Най-добра актриса    | Летисия Калдерон     | Печели   |
| Най-добър актьор     | Артуро Пениче        | Печели   |

Награди People en Español (2009)
| Categoría                              | Persona                       | Resultado  |
| -------------------------------------- | ----------------------------- | ---------- |
| Най-добра теленовела                   | Карлос Морено Лагийо          | Печели     |
| Най-добра актриса                      | Виктория Руфо                 | Номинирана |
| Най-добър актьор                       | Артуро Пениче                 | Номинирана |
| Най-добра актриса в отрицателна роля   | Летисия Калдерон              | Печели     |
| Най-добра актриса в отрицателна роля   | Алтаир Харабо                 | Номинирана |
| Най-добър/добра млад(а) актьор/актриса | Алисън Лос                    | Печели     |
| Най-добър/добра млад(а) актьор/актриса | Себиастиан Сурита             | Номиниран  |
| Най-добра двойка                       | Алисън Лос и Себастиан Сурита | Печелят    |

Награди Micrófono de Oro
| Година | Категория             | Номинация        | Резултат |
| ------ | --------------------- | ---------------- | -------- |
| 2009   | Артистични постижения | Летисия Калдерон | Печели   |
| 2009   | Артистични постижения | Артуро Пениче    | Печели   |

## Версии
- Окови от огорчение (оригинална история), мексиканска теленовела, продуцирана от Карлос Сотомайор за Телевиса през 1991 г., с участието на Даниела Кастро, Раул Араиса и Синтия Клитбо в ролите на младежите, докато звездите Диана Брачо, Делия Касанова и Фернандо Лухан са в ролите на възрастните.

## В България
В България сериалът се излъчва през 2012 г. по BTV Lady. На 20 март 2013 г. започва повторение на сериала отново по bTV Lady. Ролите се озвучават от артистите Радосвета Василева, Ася Рачева, Лина Златева, която е заменена от Красимира Кузманова, Николай Николов и Светломир Радев. Преводачи са Ралица Христова и Александър Владовски.